# Ned Vizzini
Ned Vizzini, nato Edison Price Vizzini (New York, 4 aprile 1981 – New York, 19 dicembre 2013), è stato uno scrittore e sceneggiatore statunitense.
È stato un editorialista per New York Press, sin dalla sua adolescenza.

## Biografia
Vizzini è cresciuto principalmente nel quartiere di Park Slope a Brooklyn, nella città di New York. Ha frequentato la Stuyvesant High School a Manhattan, diplomandosi nel 1999. A quindici anni ha iniziato a scrivere articoli per New York Press, un giornale alternativo.
Dopo aver scritto un saggio che è stato pubblicato dal New York Times Magazine nel 1998, alcuni dei suoi saggi sulla propria vita di giovane adulto sono stati raccolti nel suo primo libro, Teen Angst? Naaah... In seguito ha frequentato l'Hunter College, situato a Manhattan, e ha scritto due romanzi di successo, successivamente tradotti e distribuiti in sette lingue, di cui uno trasposto al cinema. I personaggi e le situazioni dei suoi romanzi sono basati sul periodo di tempo che lo scrittore ha passato alla Stuyvesant High School.
È morto suicida nel 2013 all'età di 32 anni.

## Opere
- Teen Angst? Naaah..., una "quasi-autobiografia" pubblicata nel 2000, che consiste in saggi sugli anni che l'autore ha trascorso frequentando la Stuyvesant High School.
- Datti una mossa (Be More Chill), il debutto dell'autore nella narrativa. Il romanzo, pubblicato nel 2004, segue le avventure di Jeremy Heere, un adolescente imbranato, impacciato con le ragazze e spesso tormentato dai bulli. La vita di Jeremy cambia quando compra uno "squip", un computer quantistico sotto forma di pillola che gli dà istruzioni su come comportarsi da "figo".
- Mi ammazzo, per il resto tutto ok (It's Kind of a Funny Story), il secondo romanzo di Vizzini, pubblicato nel 2006, che segue le vicende di un adolescente depresso che, dopo aver pensato al suicidio, entra di propria volontà in un ospedale psichiatrico. È stato ispirato dal breve ricovero ospedaliero per depressione dell'autore, nel novembre del 2004, come descritto nelle note finali del libro. L'8 ottobre 2010 ne è uscito l'adattamento cinematografico 5 giorni fuori (It's Kind of a Funny Story), interpretato da Keir Gilchrist, Zach Galifianakis e Emma Roberts, e diretto da Anna Boden e Ryan Fleck.
- The Other Normals (2012)
- House of Secrets (2013)
- House of Secrets: Battle of the Beasts (2014)

## Filmografia
- Teen Wolf – serie TV, episodi 2x05-2x07 (2012) – sceneggiatore
- Last Resort – serie TV, episodio 1x07 (2012) – sceneggiatore
- Last Resort – serie TV, 12 episodi (2012-2013) – story editor
- Believe – serie TV, 6 episodi (2014) – story editor esecutivo